# ZNF19
ZNF19‏ (Zinc finger protein 19) هوَ بروتين يُشَفر بواسطة جين ZNF19 في الإنسان.